# Qingtaiping (köpinghuvudort i Kina, Hubei Sheng, lat 30,48, long 110,22)
Qingtaiping (kinesiska: 清太坪, 清太坪镇) är en köpinghuvudort i Kina. Den ligger i provinsen Hubei, i den centrala delen av landet, omkring 390 kilometer väster om provinshuvudstaden Wuhan. Antalet invånare är 31 645. Befolkningen består av 15 881 kvinnor och 15 764 män. Barn under 15 år utgör 18,0 %, vuxna 15-64 år 69 %, och äldre över 65 år 12,0 %.
Runt Qingtaiping är det ganska tätbefolkat, med 139 invånare per kvadratkilometer. Närmaste större samhälle är Yesanguan, 18,1 km nordost om Qingtaiping. I omgivningarna runt Qingtaiping växer i huvudsak blandskog.
Genomsnittlig årsnederbörd är 1 647 millimeter. Den regnigaste månaden är september, med i genomsnitt 273 mm nederbörd, och den torraste är december, med 22 mm nederbörd.